# Parachela williaminae
Parachela williaminae es una especie de peces de la familia de los Cyprinidae en el orden de los Cypriniformes.

## Morfología
Los machos pueden llegar alcanzar los 12 cm de longitud total.

## Hábitat
Es un pez de agua dulce.

## Distribución geográfica
Se encuentra en la cuenca del río Mekong desde el norte de Tailandia hasta Camboya. También está presente en la cuenca del río Chao Phraya. 